# Per Daniel Amadeus Atterbom
Per Daniel Amadeus Atterbom (Åsbo, 19 gennaio 1790 – Uppsala, 21 luglio 1855) è stato uno scrittore svedese.

## Biografia
Figlio di un pastore protestante, intraprese la carriera di insegnante presso l'Università di Uppsala, nelle discipline di filosofia, estetica e storia letteraria.
Fu il primo grande poeta in Svezia del movimento romantico che, inaugurato dall'opera critica di Lorenzo Hammarsköld, rivoluzionò la letteratura svedese. Nel 1807 fondò a Uppsala una società artistica, chiamata Auroraförbundet ("Associazione Aurora"), di cui facevano parte Vilhelm Fredrik Palmblad, Anders Abraham Grafström, Samuel Johan Hedborn e altri giovani scrittori svedesi dell'epoca.
Autore di quaranta componimenti poetici Blommorna (Fiori) di matrice romantica e ispirati alle liriche di Schelling, è soprattutto conosciuto per il dramma fiabesco Lycksalighetens ö (L'isola della felicità, 1824-1827), realizzato dopo un soggiorno in Italia, caratterizzato da una imponente fantasia, dalla ricerca di infinito e di eternità immersi in una atmosfera da sogno.
Tra le altre opere degne di menzione vi sono i trattati: Svenska siare och skalder (Profeti e poeti svedesi, 1841-1855), testo di critica letteraria che traccia un quadro storico della letteratura svedese, Poesiens historia (Storia della poesia, 1861)  e Ästhetiska afhandlingar (Saggi di estetica, 1866) e Minnen från Tyskland och Italien (Ricordi dalla Germania e dall'Italia, 1859).
Nel 1839 fu promosso membro dell'Accademia Svedese.
Fu tra i promotori e i fondatori del circolo letterario Aurora e di vari giornali periodici, quali: Fosforo (1810), Calendario Poetico (1810), Giornale svedese di letteratura (1813).